# Freesurf
Freesurf  était un fournisseur d'accès à Internet à bas débit,  sans abonnement en France, créé en 1999 et disparu en 2010. Il fait partie des premiers fournisseurs en France. Il propose d'autres services dont l'hébergement web, la messagerie web et l'accès à l'ADSL. Claranet, sa maison mère, a décidé[Quand ?] de se recentrer sur des offres professionnelles et ne propose plus ses services aux particuliers.
Les adresses de courriel en freesurf.fr demeurèrent, même si le service devint payant. À compter du 1er juillet 2017, la société mère Claranet Soho se désengage du marché français ; en mai 2019, le service est interrompu et les boites mail sont supprimées des serveurs.